# Тимотей Италийски
Тимотей (на гръцки: Τιμόθεος) е православен духовник, митрополит на Охридската архиепископия от средата на XVI век.
Тимотей е ръкоположен за корчански епископ от архиепископ Никанор Охридски, което се разбира от една от четирите грамоти, които получава от архиепископ Паисий Охридски през юли 1566 година. На тази дата Тимотей е преместен като глава на Италийската епархия на Охридската архиепископия с титлата италийски митрополит и „екзарх на целия Запад“. Епархията на Тимотей е заплашена от попълзновенията на константинополските митрополити в Гърция, на Корфу и Закинтос и затова архиепископ Паисий Охридски през юли 1566 година издава грамота, с която забранява на клириците от Италийската епархия да отиват за ръкоположение в Гърция, Корфу и Закинтос, а на новоназначения италийски митрополит Тимотей дава извънредни пълномощия да разглежда църковните и светските дела в своята епархия, да наказва всички миряни, извършили престъпления, да не позволява на клириците да правят събрания без негово знание, да приготвя миро за своята епархия и по своя воля да награждава с офикии. Архиепископът отрича правото на светските управители да действат против митрополита и неговите решения.